# 小行星4973
小行星4973（英語：4973 Showa）是一颗围绕太阳公转的小行星。1990年3月18日，圓館金、渡邊和郎在北见发现了此天体。
这颗小行星的绝对星等为134.09417等。